# فینال جام اتحادیه فوتبال انگلستان ۱۹۹۲
فینال جام اتحادیه فوتبال انگلستان ۱۹۹۲، رقابت پایانی جام اتحادیه فوتبال انگلستان در سال ۱۹۹۲ میلادی است که مابین دو تیم باشگاه فوتبال منچستر یونایتد و باشگاه فوتبال ناتینگهام فارست در ورزشگاه ومبلی لندن برگزار شده‌است.
این مسابقه که در تاریخ ۱۲ آوریل ۱۹۹۲ انجام شده‌است با نتیجه ۱ بر ۰ به سود تیم باشگاه فوتبال منچستر یونایتد به پایان رسید.